# Кракатит (фільм)
«Кракати́т» (чеськ. Krakatit) — чехословацький фантастичний фільм-трилер 1948 року, поставлений режисером Отакаром Ваврою за однойменним романом 1924 року Карела Чапека.
У 1980 році Отакар Вавра створив ремейк фільму, випустивши його під назвою «Темне сонце» (чеськ. Temné slunce).

## Сюжет
Невідомий чоловік, що перебуває практично без свідомості, піддається інтенсивній терапії лікарем та медсестрою. Руки чоловіка сильно опалені і порізані. Лікар просить медсестру, щоб та дала пацієнтові кисневу маску.
Потім з'являється чоловік, що йде у маренні вулицями міста. Колишній його однокласник, Їржі Томеш, вітається з ним, і ми дізнаємося, що ім'я людини — Прокоп. Він незв'язно говорить щось про вибух і про те, що він називає кракатитом. Їржі приводить інженера Прокопа до себе додому і кладе його в ліжко. У сплячого Прокопа університетський професор Томеш розпитує про кракатит. Той розповідає, що це надпотужна вибухова речовина, яку він назвав на честь вулкану Кракатау, і пояснює її формулу. Коли Прокоп починає прокидається, Томеш якраз закінчив записувати формулу. Прокинувшись, Прокоп бачить що він перебуває сам вдома в Їржі. Він знаходить записку, в якій сказано, що господар квартири пішов до свого батька. Прокоп відкриває на дзвінок двері. Молода жінка у вуалі просить Прокопа передати листа Їржі. Прокоп, ще не видужавши, вирішує відвідати батька Їржі, сільського лікаря. Прибувши туди, він дізнається, що Їржі вже давно не відвідував батька. Прокоп знесилюється від хвороби.
Під доглядом лікаря Томеша та його дочки Анчі, Прокоп повільно видужує, але не можна згадати, що з ним сталося. Одного дня він читає в газеті про кракатит, який пропагує хтось на ім'я Карсон, і раптом згадує про вибух у своїй лабораторії. Він кидається до лабораторії, де зустрічає Карсона, представника компанії «Balttin Works», іноземного виробника зброї. Карсон пояснює, що Їржі продав їм запас кракатиту Прокопа та його формулу, і що їхні експерименти з кракатитом показали, що це смертельно небезпечна вибухова речовина, яка може бути підірвана високочастотними радіосигналами. Однак, навіть маючи формулу, вони не змогли з'ясувати процедуру виробництва, і тому пропонують Прокопу працювати на них. Той відмовляється, але його силоміць доправляють до палацу Балтин.
У палаці Прокоп зав'язує романтичні стосунки з принцесою Вільгельміною Гаген. Водночас він розуміє, що насправді закоханий в жінку у вуалі з квартири Їржі. Керівники «Балтина» пропонують йому одружитися з принцесою, якщо він дасть їм кракатит. У гніві Прокоп підриває лабораторію, де він був у полоні, і зі своїм пальтом, завантаженим вибухівкою, він стикається з принцесою, чиє обличчя плавно зникає. Прокопу допомагає втекти з палацу посол на ім'я д'Емон, який привоить його до таємного товариства колишніх світових лідерів і дилерів зброї, які обожнюють війну та вітають Прокопа, як «товариша Кракатита». По мірі розчарування, банку кракати, спочатку зі старої лабораторії Прокопа, спорожняється, а члени борються, щоб зібрати для себе частину порошку. Коли починанатся заколот, ємність з кракатитом зі старої лабораторії Прокопа спустошено, і члени товариства борються за те, щоб зібрати собі трохи порошку. Прокоп і д'Емон від'їжджають.
Д'Емон доставляє Прокопа на вершину пагорба, зробленого з магнетиту, куда була переселена й перетворена на таємну радіостанцію стара лабораторія інженера. Вони входять і Д'Емон змушує Прокопа натиснути кнопку. Всі решта кракатитів, розкиданих навколо європейських столиць мають вибухнути на відстані. Д'Емон пояснює, що вибухи, безумовно, спричинять велику війну, яку можна буде контролювати з радіостанції з кракатитом. Прокоп з люттю кричить на Д'Емон, який зникає на його очах.
Прокоп опиняється у спустошеному, бетонному ландшафті. Він приходить на захищену фабрику, де просить побачитися з Їржі Томешом. Йому відмовляють, але дозволяють зустрітися з асистентом лабораторії, якому Прокоп віддає лист від жінки у вуалі та йде з фабрики геть. Через деякий час він бачить, як вона вибухає на відстані. З'являється старий кур'єр поштової служби; він пропонує Прокопові винайти щось, що полегшує життя людей, замість того, щоб їх убивати.
…У лікарні з першої сцени фільму, лікар говорить, що пацієнт зараз дихає нормально, а кисневу маску можна зняти.

## У ролях
| • Карел Гегер        | … | Прокоп, інженер                      |
| • Флоранс Марлі      | … | принцеса Вільгельміна Гаген          |
| • Едуард Лінкерс     | … | Карсон                               |
| • Їржі Плахий        | … | Д'Емон                               |
| • Наташа Танська     | … | Анчі Томеш                           |
| • Франтішек Смолік   | … | лікар Томеш                          |
| • Мирослав Гомола    | … | Їржі Томеш                           |
| • Власта Фабіанова   | … | жінка у вуалі / жінка-революціонерка |
| • Ярослав Пруха      | … | старий кур'єр поштової служби        |
| • Їржина Петровицька | … | медсестра (у пролозі та епілозі)     |
| • Ярослав Зротал     | … | лікар (у пролозі та епілозі)         |
| • Бедрич Врбський    | … | барон Рон                            |
| • Богуш Градил       | … | Гольц                                |
| • Франтішек Вноучек  | … | оратор-агітатор                      |

## Знімальна група
- Автор сценарію — Отакар Вавра, Ярослав Вавра за романом Карела Чапека «Кракатит »(1924)
- Режисер-постановник — Отакар Вавра
- Оператор — Вацлав Гануш
- Композитор — Їржі Срнка
- Монтаж — Антонін Зеленка
- Артдиректор — Ян Зазворка
- Художник по костюмах — Марі Бартонкова
- Звук — Еміль Поледник

- Симфонічний оркестр кінематографії